# آسکو پاده
آسکو پاده (استونیایی: Asko Paade؛ زادهٔ ۹ ژوئن ۱۹۸۴) بازیکن بسکتبال اهل استونی است.
از باشگاه‌هایی که در آن بازی کرده‌است می‌توان به تیم بسکتبال دانشگاه تارتو اشاره کرد.